# Нижній Дунай (єврорегіон)

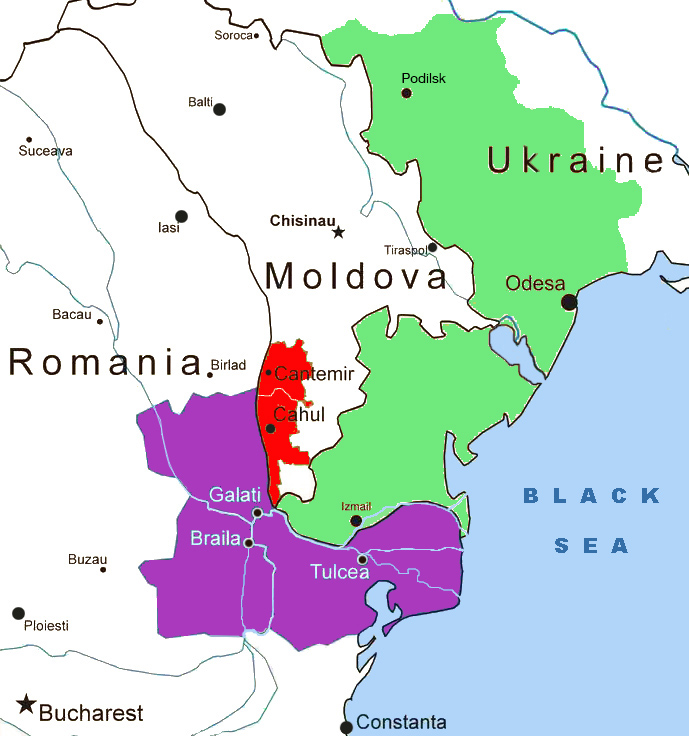
Єврорегіон «Нижній Дунай»

Єврорегіон «Нижній Дунай» — єврорегіон, до складу якого входять прикордонні райони України, Румунії та Молдови. Адміністративний центр – румунський Галац.

## Історія
Зустріч президентів України, Румунії та Молдови, в рамках якої було досягнуто домовленість щодо створення «Єврорегіону „Нижній Дунай“», відбулася у липні 1997 року в Ізмаїлі. Основою створення Єврорегіону стали Протокол про тристороннє співробітництво між Урядами трьох країн, Договір про добросусідство і співробітництво між Україною та Румунією та положення «Європейської Рамкової Конвенції про транскордонне співробітництво між територіальними громадами або владою» (м. Мадрид, 21 травня 1980 року).
Єврорегіон «Нижній Дунай» створено 14 січня 1998 року під час зустрічі керівників прикордонних регіонів України (Одеська область), Румунії (повіти Браїла, Галац, Тулча) і Республіки Молдова (райони Вулканешти, Кагул, Кантемір), які підписали Угоду про заснування Єврорегіону «Нижній Дунай», затвердили Статут та Регламент Єврорегіону.
2002 року Єврорегіон «Нижній Дунай» було нагороджено спеціальним призом Асоціації – «Вітрила Папенбургу» за «розвиток соціокультурного співробітництва, незважаючи на складну ситуацію у прикордонних районах України, Румунії та Республіки Молдова».
У листопаді 2018-го під час засідання Генеральної Асамблеї Асоціації транскордонного співробітництва «Єврорегіон „Нижній Дунай“» було проголосовано за вступ Ізмаїльської міськради до складу Єврорегіону.

## Структура та управління
До Єврорегіону «Нижній Дунай» входять Одеська область (Україна), повіти Галац, Тулча, Браїла (Румунія), райони Кагул та Кантемір (Молдова). Площа Єврорегіону складає 53,55 тис. кв. км, чисельність населення, яке проживає на його території, — 3833,3 тис. осіб, з яких 2394,7 тис. осіб — жителі Одеської області.
Довжина кордонів Одеської області з регіонами Єврорегіону «Нижній Дунай» складає:
- З повітом Тулча (Румунія) — 181 км (по р. Дунай)
- З районом Кагул (Молдова) — 26 км.

### Основні міста
- Україна:
  - Одеса (1 013 292)
  - Ізмаїл (71 780)

- Румунія
  - Галац (249 432)
  - Браїла (180 302)
  - Тулча (91 875)

- Молдова
  - Кагул (35 488)
  - Кантемір (5 100)

### Організаційна структура Єврорегіону
- Рада Єврорегіону — найвищий орган управління, який приймає практично всі рішення (9 осіб — по 3 від кожної сторони)
- Голова Єврорегіону
- Віце-голови Єврорегіону (2 особи)
- Комісії зі сфер діяльності (9)
- Координаційний центр

Відповідно до діючого статуту, членами Ради Єврорегіону від Одеської області за посадами є:
- Голова обласної державної адміністрації
- Голова обласної ради
- Голова Ренійської районної ради

Адміністративним органом Єврорегіону є Координаційний центр. До складу Координаційного центру входять представники всіх адміністративно-територіальних одиниць-членів Єврорегіону, які призначаються Радою строком на два роки, а також два координатори, які забезпечують діяльність Голови Єврорегіону, та по одному координатору, які забезпечують діяльність Віце-голів. На теперішній час[коли?] очолює Координаційний центр представник повіту Галац, Румунія. Комісії зі сфер діяльності формуються на основі рішень Ради Єврорегіону шляхом затвердження конкретних осіб і встановлення повноважень кожного.
На теперішній час[коли?] у рамках Єврорегіону діють наступні Комісії зі сфер діяльності:
- Комісія з регіонального розвитку та транскордонного співробітництва
- Комісія з розвитку та просування транскордонного туризму
- Комісія з навколишнього середовища та надзвичайних ситуацій
- Комісія з місцевого економічного розвитку та стратегічного планування
- Комісія з транспорту, комунікацій та енергетики
- Комісія з охорони здоров’я та соціальної сфери
- Комісія з освіти, науки та спортивної діяльності
- Комісія з культурної діяльності та міжетнічних відносин
- Комісія зі сприяння діяльності щодо безпеки людини та боротьби зі злочинністю

## Вільні економічні зони
В межах Єврорегіону «Нижній Дунай» було створено три вільні економічні зони:
- «Галац» (у румунському порту Галац);
- «Джурджулешти» (у молдавському порту Джурджулешти);
- «Рені» (в українському морському торговельному порту (МТП) «Рені»).

Створення єдиної міжнародної вільної економічної зони «Галац—Рені—Джурджулешти» на сьогоднішній день так і не було реалізовано.